# Büttelborn
Büttelborn est une municipalité allemande située dans le land de la Hesse et l'arrondissement de Groß-Gerau.
Büttelborn est jumelée avec Hoerdt en Alsace. En commun Asperge, Cigognes, Carneval, Bien vivre...  
Büttelborn est une municipalité qui totalise 15.008 habitants. Elle est en communauté depuis 1977 avec les communes Klein-Gerau (3914 habitants) et Worfelden (4757 habitants). Büttelborn compte à elle seule 6337 habitants.  
Büttelborn est le siège administratif de la communauté.